# Funny Face
Funny Face (bra/prt: Cinderela em Paris) é um filme norte-americano de comédia romântica musical de 1957, dirigido por Stanley Donen e escrito por Leonard Gershe, contendo canções de George e Ira Gershwin. Apesar de ter o mesmo título do musical da Broadway de 1927, Funny Face, dos irmãos Gershwin, apresenta também o mesmo ator do musical Fred Astaire, o enredo é totalmente diferente e apenas quatro das canções do musical estão incluídas. Ao lado de Astaire, o filme é estrelado por Audrey Hepburn e Kay Thompson.

## Sinopse
Maggie Prescott é uma editora da revista Quality, que está procurando a próxima grande tendência da moda. Ela quer um novo visual para a revista. Maggie quer que o visual seja "bonito" e "intelectual".
Com o fotógrafo Dick Avery, sua modelo fotográfica, Marion, e sua equipe técnica, ela vai ao bairro de Greenwich Village disposta a encontrar uma livraria que sirva de cenário para uma série de fotos, a fim de passar um clima onde se respira arte e cultura.  Assim, o grupo entra numa pequena e aconchegante livraria, onde encontra Jo Stockton, uma bela e jovem vendedora.
Jo protesta contra aquela invasão, mas ninguém a ouve.  O grupo se instala na livraria, a fim de tirar várias fotos de Marion com o ar de intelectual a folhear alguns livros. Depois de algum tempo, todos deixam o local, com exceção de Avery que fica para ajudar Jo na arrumação da loja.  Na ocasião, ele tenta convencê-la a tirar algumas fotos, por ter um rosto muito bonito, mas ela não quer nada com ele. Seu sonho, na realidade, é ir à Paris conhecer o Prof. Émile Flostre, um filósofo que desenvolveu um novo conceito sobre empatia.
Ao revelar as fotos tiradas na livraria, Avery descobre que Jo é a jovem ideal para ser a Garota Quality que tanto procuram. Ao ver a foto revelada em que ela aparece, Maggie é da mesma opinião. O problema é convencer a jovem a posar para o novo projeto.  A fim de atraí-la aos escritórios da Quality, Maggie autoriza a compra por telefone de vários livros.
Ao fazer a entrega do pedido, Jo é assediada por Maggie que convoca logo o cabeleireiro e os maquiadores para prepararem a jovem para uma sessão de fotos. Com dificuldade, ela consegue se livrar do grupo e foge. Em sua fuga, depara-se com Avery, que lhe convence a aceitar a proposta, já que todos os trabalhos serão desenvolvidos em Paris, culminando com um evento da grife Paul Duval, dando-lhe assim a oportunidade de entrar em contato com o professor Émile Flostre.
A possibilidade de conhecer o professor faz com que ela finalmente aceite o trabalho oferecido. Assim, todos viajam à Paris. Uma vez lá, no afã de se encontrar com Flostre, ela falta ou se atrasa em seus compromissos para com a Quality.  Seu encontro pessoal com o professor, no entanto, é desanimador, pois o mesmo tenta seduzi-la.  Com sorte, ela alcança uma pequena escultura e o nocauteia. Em seguida, corre até a casa Paul Duval, onde chega a tempo de se apresentar para os convidados, obtendo um grande sucesso.

## Elenco
- Audrey Hepburn como Jo Stockton
- Fred Astaire como Dick Avery
- Kay Thompson como Maggie Prescott
- Michel Auclair como professor Emile Flostre
- Robert Flemyng como Paul Duval
- Dovima como Marion
- Jean Del Val como Cabeleireiro
- Virginia Gibson como Babs
- Sue England como Laura
- Ruta Lee como Lettie
- Alex Gerry como Dovitch
- Suzy Parker como dançarina
- Sunny Hartnett como dançarina

## Trilha sonora
A trilha sonora no filme teve músicas de George Gershwin, do seu musical homônimo da Broadway de 1927, com novas músicas compostas pelo produtor do filme, Roger Edens.

### Números musicais
- "Think Pink!"
- "How Long Has This Been Going On?" - originalmente composto para o musical Funny Face, mas não foi usado
- "How Long Has This Been Going On? (Reprise)"
- "Funny Face" - de Funny Face
- "Bonjour, Paris!"
- "Clap Yo' Hands" - de Oh, Kay!
- "He Loves and She Loves" - de Funny Face
- "Bonjour, Paris! (Reprise)"
- "On How to Be Lovely"
- "Basal Metabolism"
- "Let's Kiss and Make Up" - de Funny Face
- "'S Wonderful" - de Funny Face (musical de 1927)

Em 2017, no 60º aniversário do filme, a Verve Records reeditou o álbum: re-sequenciou as faixas para respeitar a ordem em que as músicas eram ouvidas no filme, restaurou as músicas editadas e adicionou oito faixas bônus.
1. Main Titles: Funny Face / 'S Wonderful (1:35)
2. Think Pink (2:15)
3. How Long Has This Been Going On? (5:05)
4. How Long Has This Been Going On? (Reprise) (1:07)
5. Funny Face (3:44)
6. Bonjour, Paris (6:06)
7. Basal Metabolism (Based On How Long Has This Been Going On) (2:54)
8. Let's Kiss And Make Up (4:47)
9. He Loves And She Loves (5:01)
10. On How To Be Lovely (2:41)
11. Bonjour, Paris (1:00)
12. Clap Yo' Hands (3:32)
13. 'S Wonderful (2:09)
14. Funny Face (Alternate Version) (3:25)
15. Think Pink (Alternate Version) (6:32)
16. How Long Has This Been Going On? (Alternate Version) (4:30)
17. Bonjour, Paris (Alternate Version) (5:02)
18. He Loves And She Loves (Alternate Version) (4:57)
19. On How To Be Lovely (Alternate Version) (2:31)
20. Clap Yo' Hands (Alternate Version) (4:05)
21. 'S Wonderful (Alternate Version) (2:21)

## Produção
O enredo da versão cinematográfica é drasticamente diferente do musical da Broadway, e apenas quatro das canções permanecem. Astaire também estrelou a versão de teatro ao lado de sua irmã, Adele Astaire. O enredo do filme é na verdade adaptado de outro musical da Broadway, Wedding Bells, de Leonard Gershe. O título original do filme foi o dia do casamento. O título original do filme foi Wedding Day.
Ao contrário do filme My Fair Lady, Hepburn canta as canções neste seu primeiro musical. Ela performar um solo, "How Long Has This Been Going On?"; um dueto com Astaire, "'S Wonderful"; um dueto com Kay Thompson chamado "On How to Be Lovely"; e participa de uma apresentação conjunta de "Bonjour, Paris!". Seu treinamento de dança  anterior também é chamado, não apenas nos dois números de dança que ela faz com Astaire, mas também em uma dança solo estilo boêmio em uma boate, que desde então tem sido repetida em retrospectivas de sua carreira. Thompson, que costumava trabalhar nos bastidores como diretora musical de filmes, faz uma aparição rara na câmera como Maggie Prescott, uma editora de revistas de moda baseada em Diana Vreeland. Além de seu dueto com Hepburn, ela performar o número solo "Think Pink!" na presença de um coro de dança, e Thompson e Astaire fazem um dueto de dança cômica para "Clap Yo 'Hands".
O personagem de Astaire foi vagamente baseado na carreira de Richard Avedon, que forneceu várias fotografias vistas no filme, incluindo os alambiques para os créditos de abertura, que também foram usados nos salões da revista Quality. Provavelmente, a imagem mais famosa do filme é o close intencionalmente superexposto do rosto de Hepburn, no qual apenas os traços faciais — olhos, sobrancelhas, nariz e boca — são visíveis. Esta imagem é vista brevemente em preto-e-branco no início da sequência do título de abertura, que foi projetada por Avedon, durante o número musical "Funny Face" que ocorre em uma câmara escura, e quando Dick (Astaire) a apresenta para Maggie (Thompson).
O filme é ironicamente considerado como o primeiro (e único) musical "MGM" feito na Paramount Studios desde que Roger Edens era o produtor, Stanley Donen era o diretor, e muitos dos membros da equipe sob a Arthur Freed Unit na Metro (incluindo Adolph Deutsch, Conrad Salinger e Skip Martin), juntamente com Astaire e Kay Thompson, foram trazidos para a Paramount para fazer este filme.

## Lançamento

### Bilheteria
No lançamento inicial, Funny Face foi uma decepção de bilheteria e não conseguiu empatar. No entanto, em 1964, quando My Fair Lady (também estrelando Hepburn) foi lançado para excelentes críticas e enormes bilheterias, a Paramount reeditou Funny Face. Como resultado, o filme atraiu multidões substanciais e finalmente obteve lucro.

### Recepção crítica
Embora geralmente bem recebido nos Estados Unidos, o crítico do The Times não ficou impressionado quando o filme estreou no Odeon, em Londres, em 25 de abril de 1957:

"...Um pedaço de trabalho desagradável, pseudo-sofisticado, caro e ousado na abordagem, vulgar no gosto e insensível na perspectiva. Isso, na verdade, é o "musical" americano no seu pior; nem mesmo a presença do Sr. Fred Astaire, que estava na fase original de produção, pode salvar o dia. Pode parecer extravagante discutir um "musical" em termos próprios de um trabalho criativo sério, ainda que na atitude do filme em relação ao "intelectual", seja em Greenwich Village ou Paris, o que ofende. Não é uma paródia amável e não está dizendo sátira; tem suas raízes no instinto mal-intencionado de zombar, e suas vaias são ofensivas."

No site de agregadores de revisão Rotten Tomatoes, o filme tem uma classificação de 88%, com base em 33 avaliações, com uma classificação média de 7.8/10.

### Mídia doméstica
Funny Face foi lançado para DVD na Região 1 (América do Norte) em três edições da Paramount Home Entertainment: em 2001, como parte da série "Audrey Hepburn Widescreen Collection", em 2007, na edição de 50 anos, e em 2009, como parte da Paramount's Centennial Collection. A versão de 2007 possui recursos adicionais, bem como melhor qualidade de imagem e som da edição de 2001. O lançamento de 2009 está distribuído em dois discos e inclui alguns recursos adicionais não incluídos na edição de 2007, como "Think Pink" de Kay Thompson, "This is VistaVision" e "Fashion Photographers Exposed".

## Prêmios e indicações
O National Board of Review deu o prêmio de citação especial de filme para as inovações cinematográficas. Leonard Gershe foi indicado para "Melhor Musical Americano Escrito" pela Writers Guild of America. Stanley Donen foi indicado pelo Directors Guild of America para "Melhor Diretor de Filme" e para "Palma de Ouro" no Festival de Cinema de Cannes de 1957. Fred Astaire recebeu uma indicação ao prêmio Golden Laurel de "Melhor Performance Musical Masculina". O filme recebeu quatro indicações ao Oscar: Leonard Gershe para Melhor Roteiro Original, Edith Head e Hubert de Givenchy (figurinista de Hepburn) por Melhor Figurino, Ray June para "Melhor Cinematografia", Hal Pereira, George W. Davis, Sam Comer e Ray Moyer para a "Melhor Direção de Conjunto de Direção de Arte".
O filme é reconhecido pelo American Film Institute nestas listas:
- 2002: AFI's 100 Years...100 Passions – Nomeado[13]
- 2004: AFI's 100 Years...100 Songs:
  - "'S Wonderful" – Nomeado[14]
- 2006: AFI's Greatest Movie Musicals – Nomeado[15]